# エルム街の悪夢5 ザ・ドリームチャイルド
『エルム街の悪夢5 ザ・ドリームチャイルド』（エルムがいのあくむファイブ ザ・ドリームチャイルド、A Nightmare on Elm Street 5: The Dream Child）は、1989年のアメリカ映画。

## ストーリー
前作でアリスに倒されたフレディは、彼女が身籠った赤ん坊の夢の中に侵入し、体を乗っ取って生まれ変わることを企んでいた。やがてアリスはフレディの野望に気付き、友人たちと共に自身の子どもを守るため戦いを挑む。

## 登場人物
フレディ・クルーガー
人の夢の中に出現し、殺人を続ける殺人鬼。今作では、アリスが見た教会の中にいたアマンダから出産した赤ん坊が、フレディの服の中に入り蘇る。
アリス・ジョンソン
今作の主人公。ドリームマスターの能力があり、前作でフレディを倒した。今作でまたフレディが蘇ったため、マークとイボンヌと共に再びフレディに戦いを挑む。
イボンヌ
アリスの親友。フレディの存在を当初信じていなかったが襲われたことで改心し、アリスと共にフレディと戦う。
ダン・ジョーダン
4の生存者でアリスの恋人。前作でアリスと共にフレディと戦った。フレディ復活の知らせをアリスから聞き、彼女と合流しようとするがフレディに殺される。
デニス・ジョンソン
アリスの父親。前作と違い、娘を心配するいい父親になっている。
ジェイコブ
アリスの前に現れた悲しい目をした子供。実はアリスとダンの息子。
アマンダ・クルーガー
フレディの母。どこかに幽閉されており、フレディ打倒のために自身を解放するようアリスに依頼する。
グレタ・ギブソン
アリスの親友。母親に化けたフレディの罠にはまってしまう
マーク・グレイ
アリスの親友。グレタに片思いしている。グレタの仇をとるためにフレディと戦うが返り討ちにあってしまう。

## キャスト
| 役名                 | 俳優                         | 日本語吹替                                                                   |
| 役名                 | 俳優                         | テレビ東京版                                                                 |
| -------------------- | ---------------------------- | ---------------------------------------------------------------------------- |
| フレディ・クルーガー | ロバート・イングランド       | 青野武                                                                       |
| アリス・ジョンソン   | リサ・ウィルコックス         | 井上喜久子                                                                   |
| イボンヌ             | ケリー・ジョー・ミンター     | 松本梨香                                                                     |
| ダン・ジョーダン     | ダニー・ハッセル             | 宮本充                                                                       |
| デニス・ジョンソン   | ニコラス・メレ               | 城山堅                                                                       |
| ジェイコブ           | ウィットビー・ハートフォード | 近藤玲子                                                                     |
| アマンダ・クルーガー | ベアトリス・ボープル         | 竹口安芸子                                                                   |
| グレタ・ギブソン     | エリカ・アンダーソン         | 江森浩子                                                                     |
| マーク・グレイ       | ジョー・セリー               | 平田広明                                                                     |
| その他               |                              | 仁内建之 沢田敏子 金野恵子 吉水慶 塚田正昭 島香裕 秋元羊介 佐藤ユリ 真殿光昭 |
|                      |                              |                                                                              |
| 演出                 |                              | 向山宏志                                                                     |
| 翻訳                 |                              | 篠原慎                                                                       |
| 調整                 |                              | 高久孝雄                                                                     |
| 効果                 |                              | リレーション                                                                 |
| 担当                 |                              | 熊沢博之 大谷俊賢                                                            |
| 制作                 |                              | 東北新社                                                                     |
| 初回放送             |                              | 1991年7月18日 『木曜洋画劇場』                                               |

## スタッフ
- 監督：スティーヴン・ホプキンス
- 製作：ロバート・シェイ、ルパート・ハーヴェイ
- 製作総指揮：サラ・ライシャー、ジョン・タートル
- 原案：レスリー・ボーム、ジョン・スキップ、クレイグ・スペクター
- 脚本：レスリー・ボーム
- 撮影：ピーター・レヴィ
- 音楽：ジェイ・ファーガソン
- 美術：C・J・ストラウン
- 衣装：サラ・マーコウィッツ
- 特撮：アラン・マンロ
- 字幕：岡枝慎二

## 評価
映画は1902館の劇場で公開され、初週末に810万ドルを稼いだ。 国内の興行収入は2210万ドルにとどまり、『エルム街の悪夢』シリーズとしては最低の売り上げとなった。
レビュー・アグリゲーターのRotten Tomatoesでは33件のレビューで支持率は30%、平均点は4.00/10となった。Metacriticでは11件のレビューを基に加重平均値が54/100となった。
また、第10回ゴールデンラズベリー賞で最低主題歌賞を受賞した。